# Marco Gabbiadini
Marco Gabbiadini (Nottingham, 20 gennaio 1968) è un ex calciatore inglese, di ruolo attaccante.

## Carriera

### Club
Dopo aver giocato in Third Division con la maglia dello York City, nel gennaio 1988 si trasferisce al Sunderland, restando in terza categoria e vincendo il campionato contribuendo con 21 reti in 35 giornate. Nel 1989 sigla 18 marcature in 36 incontri di campionato ma il club si ferma a centro classifica; nell'anno seguente mette a segno 21 gol giocando tutte le partite del campionato e portando il Sunderland ai play-off e quindi in prima divisione dopo aver sconfitto lo Swindon Town FC negli spareggi. Alla sua prima stagione in prima divisione realizza 9 reti in 31 giornate ma ciò non basta a evitare la retrocessione per il Sunderland. Nella stagione seguente, dopo aver segnato altre 5 reti in 9 giornate, nell'ottobre 1991 si trasferisce al Crystal Palace, nuovamente in First Division: gioca 15 incontri e firma 5 marcature prima di passare al Derby County nel gennaio successivo.
Nel 1996, alla sua quinta stagione a Derby, la società ottiene la promozione diretta in Premier League grazie al secondo posto conquistato in Division One: Gabbiadini realizza 11 reti in 39 giornate di campionato. Alla sua terza esperienza nella massima divisione del calcio inglese, scende in campo in 14 occasioni ma non va in gol. Nell'ottobre 1996 è ceduto al Birmingham City, e in seguito passa all'Oxford United, dove conclude la stagione. Nel 1997 si accasa ai greci del Panionios, vivendo brevi esperienze con Stoke City e York City. Nel 1998 firma un contratto con il Darlington, in quarta serie: alla prima annata sigla 23 reti in 40 giornate, alla seconda realizza 24 gol in 42 incontri di campionato, venendo inserito nella squadra dell'anno della PFA di Division Three. Nel 2000 si trasferisce al Northampton Town (terza divisione), terminando la sua ventennale carriera all'Hartlepool United, in terza divisione.
Totalizza 670 presenze e 222 gol in tutti i campionati.

## Palmarès

### Club

#### Competizioni nazionali
- Football League One: 1

Sunderland: 1987-1988

### Individuale
- Capocannoniere del campionato inglese di quarta divisione: 2

1998-1999 (23 gol), 1999-2000 (24 gol)
- Squadra dell'anno della PFA: 1

1999-2000 (Division Three)